# Gobby
 (septembre 2012).
Gobby est un logiciel libre d'éditeur de texte qui permet à plusieurs utilisateurs de travailler simultanément sur le même texte et communiquer par messagerie instantanée. Gobby utilise la bibliothèque (d'interface graphique) GTK+. Il fonctionne sous UNIX, GNU/Linux, BSD, Microsoft Windows et Mac OS X en utilisant Apple X11.

## Fonctions de Gobby
- Collaboration en temps réel par le biais de chaînes chiffrées (version 0.4.0 et plus) ;
- Chaque utilisateur choisit sa propre couleur pour surligner son texte afin de se distinguer des autres ;
- Messagerie instantanée comme IRC pour communiquer avec vos partenaires tout en codant ;
- Colorisation syntaxique pour la plupart des langages de programmation ;
- Protection d'une session par mot de passe ;
- Architecture client-serveur supportant plusieurs documents en une session ;
- Importation des documents dans Gobby par glisser-déposer ;
- Synchronisation de document à la demande ;
- Support du Zeroconf ;
- Support d’Unicode.

## Fonctions réseau
Un serveur dédié appelé Sobby est aussi fourni avec un script qui pourrait formater des sessions sauvegardées pour le web (par exemple fournir les logs des meetings avec une transcription préparée collaborativement).
La version 0.4.0 a apporté des connexions totalement chiffrées et des améliorations ergonomiques.